# Krigsminister
 Denne artikel omhandler overvejende eller alene danske forhold. Hjælp gerne med at gøre artiklen mere almen.
Krigsminister. Titel på dansk minister, der med faglig hjælp fra egne embedsmænd havde ansvaret for de væbnede styrker på landjorden i Krigsministeriet. Ministerposten eksisterede fra enevældens bortfald i 1848 til 1950 , hvor man henlagde Krigsministeriet og Marineministeriet under et fælles ministerium..